# 오노성 (아이치현 아이사이시)
오노성(일본어: 大野城 오노조[*])은 아이치현 아이사이시에 있었던 성이다.

## 역사
아즈치모모야마 시대
1584년 가니에 성의 지성 중 하나로 오다 노부카쓰의 가신 야마구치 시게마사가 축성했다. 1584년 고마키·나가쿠테 전투에서 오다·도쿠가와 연합군의 성으로 사용되었다. 전장이 교착화되어 가는 것을 우려한 하시바 히데요시가 가니에 성을 우군으로 맞아 들여 수하의 다키가와 가즈마사, 구키 요시타카를 보내 오노 성을 공격했다. 하시바 측에 어머니를 인질로 보낸 야마구치 시케마사지만, 성을 잘 지켜내었고, 도쿠가와 측의 원군도 있어 도리어 가니에 성을 점령한다. 이를 계기로 히데요시는 오다 노부카쓰이 이가, 이세를 공격해 노부카쓰와 화의를 맺는다. 대의명분을 잃은 도쿠가와 이에야스도 어쩔수 없이 히데요시와 화의를 맺고 신종했다.
성의 폐성년대는 불분명하지만, 아마도 1585년 덴쇼 지진이 있은 후, 큰 피해로 인해 폐성되었을 가능성이 높다. 현재 성터에는 석비만 세워져 있다.

## 관광
교통
- JR 도카이 에이와역에서 하차, 도보 15분소요.
- 긴테쓰 도미요시 역에서 하차, 도보로 10분소요.

주변 문화시설 및 관광명소
- 오와리 온천
- 도미요시 온천
- 가니에 성터

## 같이 보기
- 고마키·나가쿠테 전투
- 가니에 성